# 代沃尔河

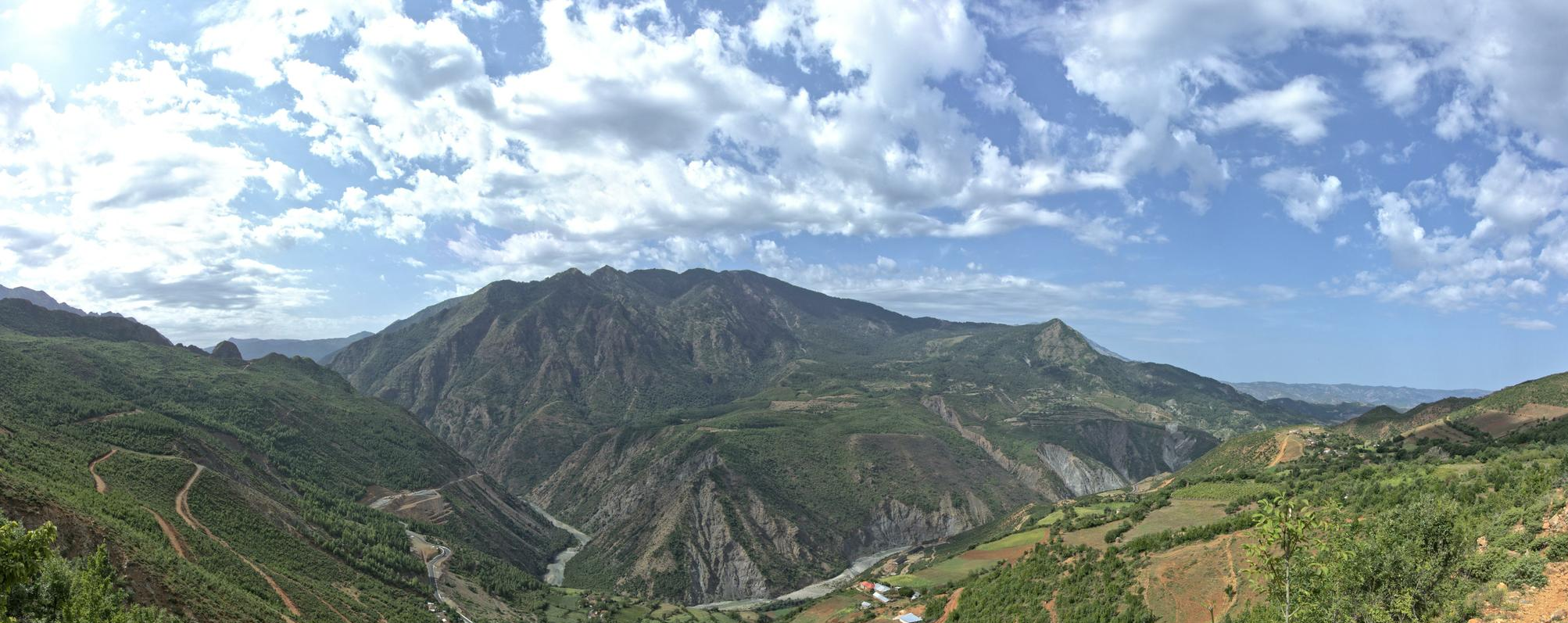

40°28′37″N 20°49′7″E / 40.47694°N 20.81861°E
代沃尔河，是阿爾巴尼亞的河流，是塞曼河的河源，發源自代沃爾，河道全長196公里，流域面積3,140平方公里，河畔城鎮有比利什特、格拉姆什、庫喬韋和馬利奇。